# Szkudła
Szkudła – wieś w Polsce położona w województwie wielkopolskim, w powiecie pleszewskim, w gminie Gołuchów.
W latach 1975–1998 miejscowość administracyjnie należała do województwa kaliskiego.
Przez miejscowość przepływa niewielka rzeka Trzemna, dopływ Prosny.
Miejscowość występuje w dokumentach od 1370 roku. Tego roku dziedzic Szkudły, Boguchwał, poświadczył, że przodkowie jego żony i jej siostry sprzedali kościołowi gnieźnieńskiemu Solec i Borowo. Na przełomie XVI i XVII wieku właścicielami Szkudły byli Jan i Piotr Szkudelscy. Potem miejscowość miała różnych częściowych właścicieli, ale Szkudelscy posiadali część wsi do XVIII wieku, kiedy w 1789 roku Antoni Szkudelski był właścicielem wsi i folwarku. Szkudła wyszła z rąk polskich przed 1843 rokiem i do drugiej wojny światowej pozostawała w rękach niemieckich. W 1930 Szkudła należała do Niemca Edgara von Langendorffa. Majątek w 1926 roku liczył 777 hektarów i posiadał gorzelnię.
Dwór w Szkudle zbudowany został w latach 80. XIX wieku, dla ówczesnego właściciela Heinricha Bienecka, w stylu eklektycznym. Posiada dwie wieże – niższą z hełmem piramidalnym i wyższą z nieistniejącym już dziś hełmem cebulastym. Ściana z klinkierowej cegły łączonej z tynkowanymi elementami dekoracyjnymi. Wokół dworu znajdują się resztki zniszczonego parku z małym stawem.